# Zdenko Auředníček

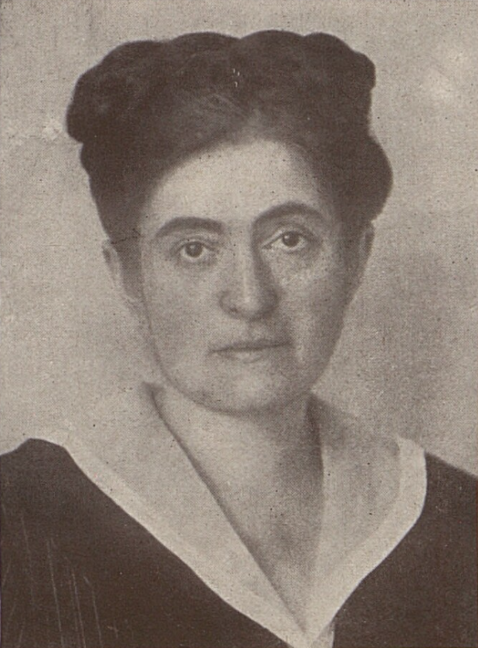
Jeho manželka Anna Auředníčková

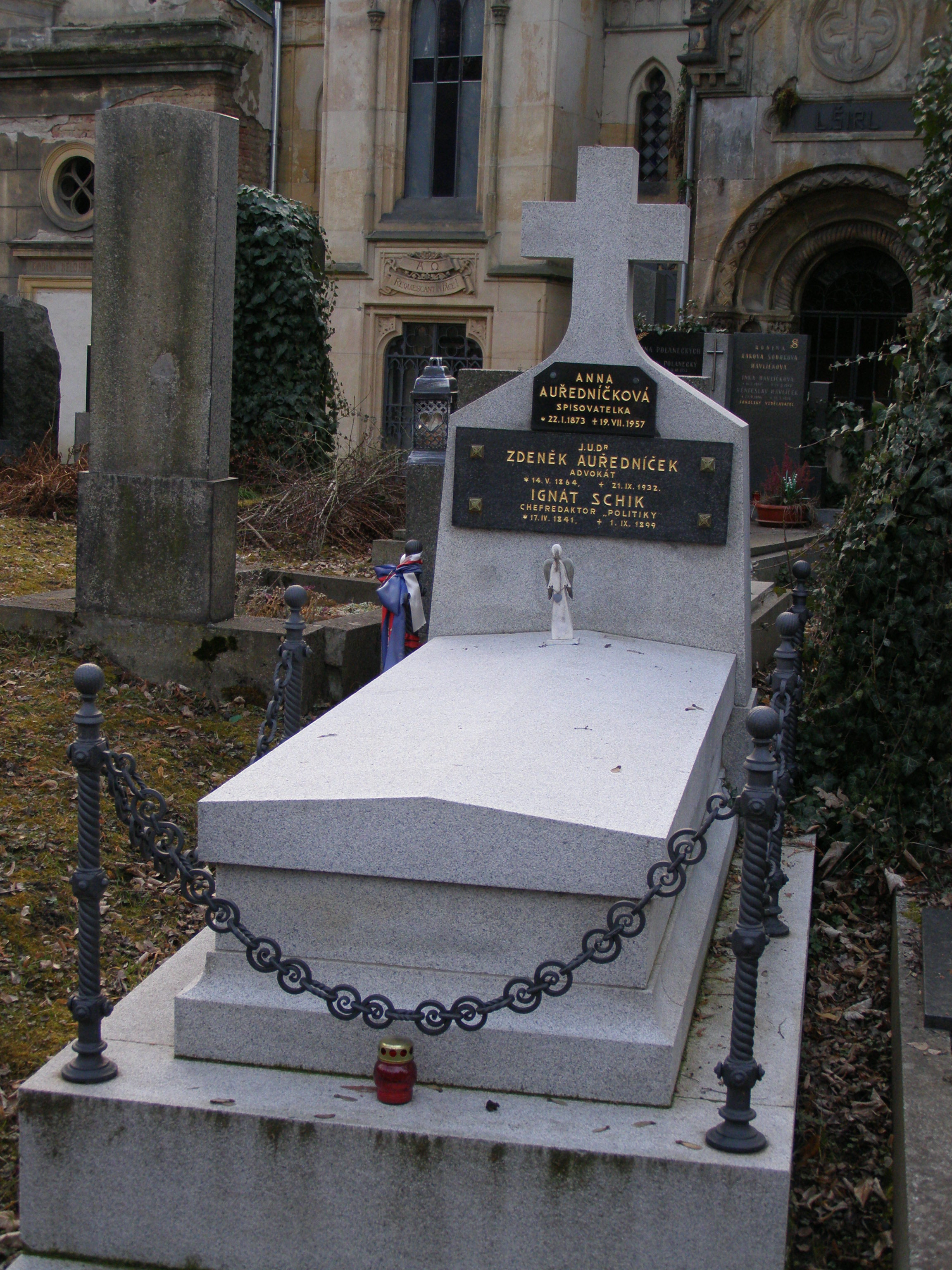
Hrob rodiny Auředníčkovy na Olšanských hřbitovech

Zdenko Auředníček (14. května 1863, Liberec, Rakouské císařství – 21. září 1932, Vídeň, Rakousko) byl český advokát, známý díky obhajobě Leopolda Hilsnera v době tzv. hilsneriády.

## Život

### Mládí
Zdenko Auředníček se narodil v Liberci v rodině advokáta Antona Auředníčka (1835–??) a jeho manželky Emilie, rozené Handlové (1841–??). Byl nejstarší ze tří synů. Dle vzoru svého otce vystudoval práva na Karlově univerzitě, právnickou fakultu absolvoval i jeho bratr Otakar Auředníček (1868–1947), pozdější úředník státních drah a básník. Zdenko vykonával právní praxi jako koncipient v otcově advokátní kanceláři, po jeho onemocnění se celá rodina přestěhovala do Kutné Hory, kde už vedení kanceláře plně převzal a vedl zde bohatý společenský a vlastenecký život.

### Hilsneriáda a důsledky
V době hilsneriády se ujal ex offo obhajoby (bez nároku na honorář) Leopolda Hilsnera. Zastupoval ho v obou procesech, kutnohorském roku 1899 i o rok později před krajským soudem v Písku. V této době musel čelit ostrým útokům veřejného mínění a úbytku významných klientů. Podporu našel v T. G. Masarykovi. Po procesu s Hilsnerem se rodina ocitla na okraji společnosti a na Masarykovu radu se proto přestěhovali do Vídně, kde Auředníček po těžkých začátcích (prakticky od nuly) posléze opět vykonával advokátní praxi. Pracoval hlavně pro zdejší českou menšinu a jeho manželka překládala a propagovala českou kulturu. O Leopolda Hilsnera se nadále zajímal a i s jeho pomocí došlo k jeho omilostnění (nikoliv rehabilitaci) v březnu 1918 císařem Karlem I.
Po vzniku Československé republiky mu prezident T. G. Masaryk nabídl možnost pracovat pro československý stát, např. jako soudce Nejvyššího soudu nebo na postu vyslance v Římě, tyto možnosti ale odmítl. Až do své smrti zůstal ve Vídni jako advokát, roku 1928 se zúčastnil Hilsnerova pohřbu.

### Úmrtí
Zdenko Auředníček zemřel 21. září 1932 ve Vídni. Pohřben byl na pražských Olšanských hřbitovech.

### Rodinný život
Dne 22. září 1891 se oženil s Annou, roz. Schikovou (1873–1957), se kterou měl dvě děti.

## Filmové zpracování
Zdenko Auředníček v podání Jaroslava Plesla je hlavní postavou ve dvoudílném televizním filmu Zločin v Polné mapující proces s Leopoldem Hilsnerem.